# 아사히 음료
아사히 음료 주식회사(일본어: アサヒ飲料株式会社, 영어: Asahi Soft Drinks Co.,Ltd.)는 1982년에 설립 된 아사히 그룹 홀딩스의 청량 음료 등을 제조·판매 자회사인, 일본 굴지의 음료 회사이다.
설립 초기에는 "미츠야 푸드 주식회사"였지만, 1987년에 "아사히 맥주 음료 주식회사"로 사명을 변경해, 1996년부터는 현재의 사명이다.
2011년 7월 1일 이전 법인의 아사히 맥주 주식회사가 지주 회사 이전에 따라 "아사히 그룹 홀딩스"로 상호를 변경한 것에 따라 아사히 음료는 아사히 그룹의 자회사가 되었다.

## 개요
일본에서는 120여년에 걸친 탄산 음료의 인기 브랜드 "미츠야 사이다"와 오렌지 주스의 "바야리스 오렌지", 캔 커피의 "원다(WONDA)", 혼합 차의 "16차" 등을 제조·판매하는 아사히 그룹의 소프트 드링크 사업이다. 일본의 청량 음료 업계에서는 일본 코카콜라, 산토리 푸드, 이토엔, 기린 음료에 이은 점유율 5위이다.
현재는 청량 음료 외에 아사히 그룹의 주류 사업 회사인 아사히 맥주가 판매하는 칵테일·츄하이 등 주류의 제조도 하고 있다.
최근에는 업체의 음료 메이커와의 제휴·권리 취득 등에 주력, 2007년 칼피스와 업무 제휴하면서 자동 판매기 부문을 통합 (이후 2012년에 아사히 그룹 홀딩스가 칼피스를 인수)를 하였고, 2010년에는 하우스식품이 판매를 해 온 "롯코의 맛있는 물"(현 "맛있는 물 롯코")의 제조·판매권을 하우스식품에서 53억엔으로 사들여, 같은 해 7월 6일부터 발매를 개시했다.

## 주요 제품

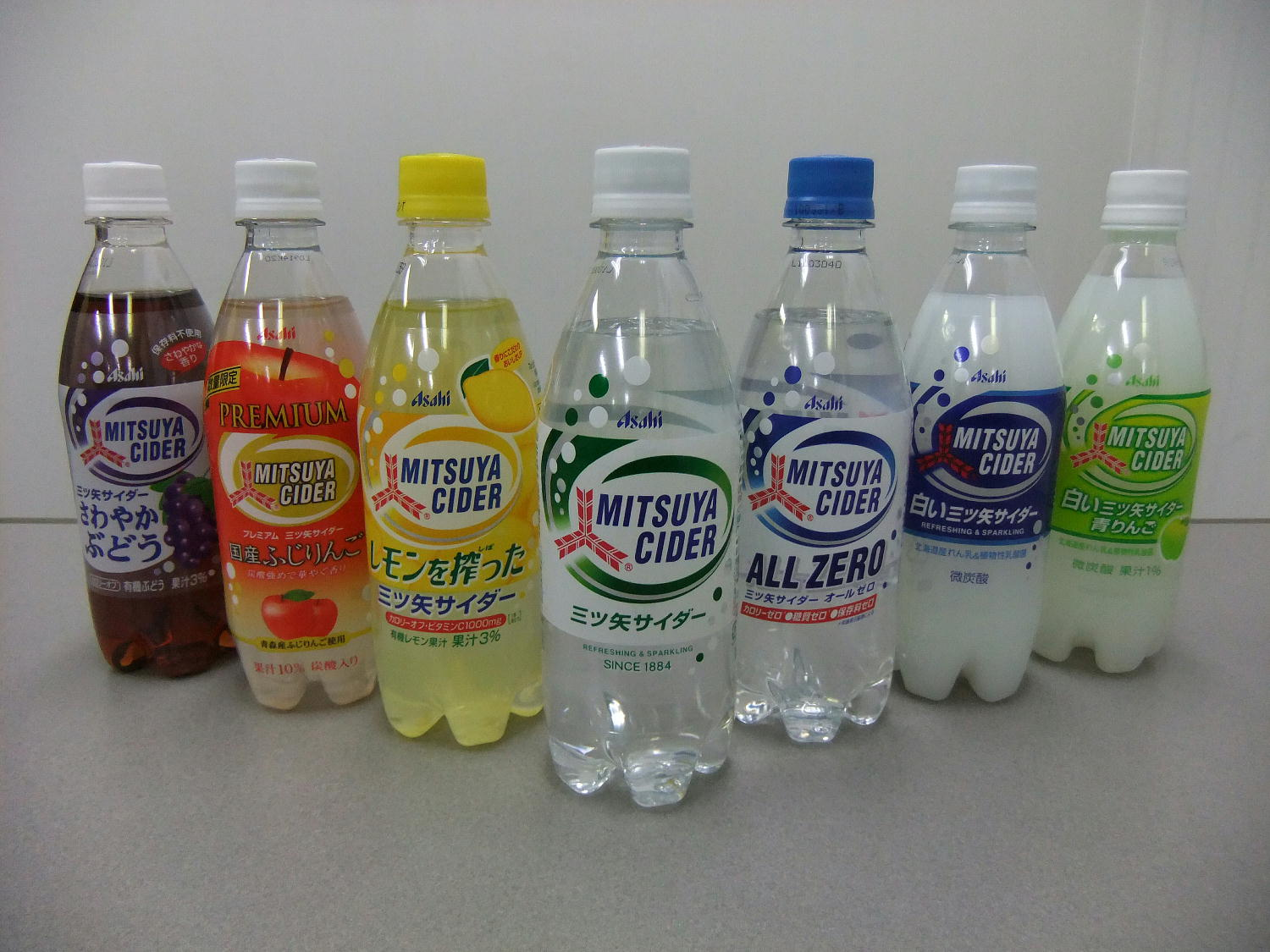
미츠야 사이다

- WONDA (캔 커피)
- 미츠야 시리즈 (탄산 음료)
  - 미츠야 사이다
  - 미츠야 사이다 올 제로
- 윌킨슨
- 칼피스 워터
- 16차 (혼합 차)
- 로쿠 보리차
- 후지산 바나듐 광수 (광수)
- 맛있는 물 롯코 / 후지산 (광수)
- 슈퍼 H2O (스포츠 음료)
- 도데카민 (비타민 음료)

## 같이 보기
- 아사히 그룹 홀딩스
- 아사히 맥주
- 칼피스